# 黑鳍真燕鳐
黑鳍真燕鳐（学名：Prognichthys rondeleti）为飞鱼科真燕鳐属的鱼类，俗名隆氏巨飞鱼、隆德尔氏巨燕鳐。在中国，分布于南海、东海、台湾东北海域等海域。该物种的模式产地在地中海。